# Verlosserskerk (Berlijn-Rummelsburg)
De Verlosserskerk (Duits: Erlöserkirche) is een protestants godshuis in de wijk Victoriastadt van het Berlijnse stadsdeel Rummelsburg. De kerk werd in de jaren 1890–1892 gebouwd en valt samen met het naburige parochiehuis onder monumentenzorg. De kerk is gelegen aan de Nöldnerstraße 43.

## Geschiedenis
De plaats waar de kerk werd gebouwd behoorde tot de gemeente Boxhagen-Rummelsburg en werd pas in 1938 bij Berlijn gevoegd. Tijdens het voornemen een nieuwe kerk te bouwen woonden er reeds 11.000 inwoners, voor wie er slechts twee kleine kapellen ter beschikking stonden. Op 4 mei 1890 werd de parochie opgericht en keizerin Augusta Victoria legde die dag de eerste steen voor de Verlosserskerk.
De bouw werd toevertrouwd aan de architecten Conrad Wilhelm Hase en Max Spitta die voor 230.000 Mark een bakstenen kerk bouwden in de Noord-Duitse neogotiek. Het kerkgebouw werd als eerste voltooid van een bouwprogramma dat de bouw van 52 kerken in het gehele land beoogde. Het kerkgebouw werd op 21 oktober 1892 ingewijd. Na de voltooiing bezocht het keizerlijk paar de kerk regelmatig en de twee fraaie stoelen waarop de keizer en de keizerin plaatsnamen zijn nog altijd aanwezig.
Het parochiehuis werd het jaar daarop eveneens door Max Spitta in dezelfde stijl gebouwd. Om de sociale nood in de buurt te lenigen werd in het nieuwe parochiehuis een gaarkeuken, een gezondheidscentrum en een kinderdagverblijf gevestigd.
Tijdens de Tweede Wereldoorlog ontsnapte de kerk aan grote verwoestingen. Na de Duitse deling kwam de kerk in Oost-Berlijn te liggen. Op het kerkplein werd een monument opgericht ter nagedachtenis aan de slachtoffers van het Rode Leger tijdens de Slag om Berlijn. In de jaren tachtig van de twintigste eeuw werd de kerk voortdurend in de gaten gehouden door de Stasi vanwege de kerkelijke activiteiten binnen de Vredesbeweging. Politie en vertegenwoordigers van het Ministerie van de Staatsveiligheid waren in die periode vaste gasten in de kerk. In de herfst van 1989 gingen beelden van protesten en bidstonden in de kerk de hele wereld over.
Na de Duitse hereniging werd het rond de kerk weer rustig. De gemeente hield zich weer bezig met sociaal werk en organiseerde concerten. Er werd een koor opgericht dat sinds 2001 door de Förderverein des Chores der Erlöserkirche krachtig wordt ondersteund.
Sinds 2001 vormt de Verlosserskerk een van de vier kerken in de Paul-Gerhardt-Gemeinde Berlin-Lichtenberg. Het eerste decennium van de 21e eeuw stond in het teken van de renovatie van de kerk.

## Interieur
Het middenschip is overdekt met kruisribgewelven, de zijschepen dragen kruisgraatgewelven. Een massieve galerij op brede spitsbogen loopt door de zijschepen, de transeptarmen en onder het noordelijke ingangstravee.
De inrichting is grotendeels bewaard gebleven. Wel werd tijdens de Tweede Wereldoorlog het oorspronkelijke orgel uit 1892 verwoest. Eveneens werden bij een bombardement op 26 februari 1945 de ramen in het koor niet gespaard. Het huidige orgel werd nog tijdens de Tweede Wereldoorlog door de orgelfirma Alexander Schuke gebouwd en na de oorlog in de kerk geplaatst. Het altaarschilderij stelt de Redding van Petrus door Christus voor (Mattheüs 14:22-33) en werd in 1892 door Ernst Koerner gemaakt. Bij een renovatie van het interieur verdween in de jaren 60 de oorspronkelijke beschildering van het koor en het transept onder een witte verflaag. Bij een restauratie van 2005 tot 2007 werden de oorspronkelijke beschilderingen echter weer hersteld. De oorspronkelijke kroonluchters gingen verloren, de lampen die nu in de kerk hangen zijn van tijdelijke aard.